# Rudolf Nieuwenhuys
Rudolf Nieuwenhuys (Amsterdam 11 juni 1927 – Abcoude, 4 november 2024) was een Nederlands hoogleraar.
Hij was zoon van Maria Henriette Donaldine de Menthon Bake en werktuigkundige Adam Hendrik Nieuwenhuijs. Hijzelf trouwde in 1955 met artsendochter Aletta Maria Esselink. 
Zijn middelbare school doorliep Nieuwenhuys aan het Hervormd Lyceum Zuid (1941-1947). Nieuwenhuys studeerde vervolgens aan de Universiteit van Amsterdam (1947-1954), alwaar hij in 1960 onder promotor Siegfried Thomas Bok tot doctor werd gepromoveerd op zijn proefschrift Het telencephalon in de actinopterygii (grote hersenen van beenvissen).  Al tijdens zijn studie en promotieonderzoek was hij werkzaam voor het Nederlands Herseninstituut; hij werd er later staflid. In 1968 begon hij aan een jarenlange loopbaan van lector (1968), gewoon hoogleraar Neuroanatomie en vergelijkende Neuroanatomie (1969), hoogleraar Morfologie van het zenuwstelsel (1969-1992)  aan de Faculteit van Natuurwetenschappen in Nijmegen. Hij onderzocht tevens verder "de histologie van het cerebellum, de organisatie van de hersenstam, de organisatie van het limbische systeem, de non-synaptische transmissie en de structurele veranderingen in het menselijk brein bij de ziekte van Alzheimer" (citaat Radboud), als ook de ziekte van Parkinson. 
Na zijn pensionering/emeritaat (1992) keerde hij terug bij het Nederlands Herseninstituut. Gedurende zijn gehele wetenschappelijke leven publiceerde hij over zijn specialismen, ook wanneer hij op latere leeftijd de menselijke hersenschors. Zo was hij verantwoordelijk voor een nieuwe “kaart” daarvan. Een aantal lezingen van Nieuwenhuys voor het Max Planck Instituut voor Psycholinguïstiek werd als basis gebruikt voor Towards a new neuromorphology (2015).   

Hij werd na zijn overlijden op 95-jarige begraven of gecremeerd op Zorgvlied. Zijn bericht van overlijden vermeldt de tekst Psalm 16:8 
Ik stel mij de Eeuwige voor ogen
Datzelfde bericht vermeld dat hij benoemd werd tot ridder in de Orde van de Nederlandse Leeuw; ook kreeg hij een akademie-penning van de Koninklijke Nederlandse Akademie van Wetenschappen (1998). In 2000 werd hij onderscheiden met de Ariëns Kappers Medal. Sinds 1982 was hij in het bezit van de Zilveren Medaille van de Internationalen Buchkunst-Ausstellung (Leipzig).